# Cattedrale sul sangue
La Cattedrale sul Sangue (in russo Храм на Крови?, o Chiesa sul Sangue, nome completo: Chiesa sul Sangue in onore di tutti i santi risplendenti nella Terra Russa) è una chiesa ortodossa russa a Ekaterinburg, costruita fra il 2000 e il 2003 sul luogo dove l'imperatore Nicola II di Russia, la sua famiglia e alcuni domestici furono uccisi dopo la Rivoluzione russa. La chiesa ortodossa russa commemora la canonizzazione dei Romanov e sorge dove si trovava Casa Ipat'ev, nome identico a quello del monastero Ipat'ev a Kostroma, da dove i Romanov furono chiamati al trono nel 1613.

## Omicidio della famiglia imperiale
Dopo la Rivoluzione di Ottobre lo zar Nicola II e la sua famiglia vennero presi prigionieri dai bolscevichi: dapprima rimasero vicino a San Pietroburgo, ma i timori di un tentativo potenziale di liberarli spinsero i soviet a giustiziarli. Nella notte fra il 16 e il 17 luglio 1918, mentre erano incarcerati a Ekaterinburg, una città nelle montagne degli Urali, l'intera famiglia imperiale, cioè lo Zar Nicola II, sua moglie Alessandra e i loro cinque figli Olga, Tatiana, Maria, Anastasia e Alessio furono fucilati nella cantina di Casa Ipat'ev.

## Casa Ipat'ev
Casa Ipat'ev, costruita nel 1880, era una casa spaziosa e moderna di proprietà di Nikolaj Ipat'ev: il Soviet degli Urali diede al proprietario due giorni di preavviso per andarsene e una volta che fu liberata vennero costruite alte mura intorno all'edificio. I Romanov vi furono portati il 30 aprile e vi trascorsero 78 giorni. Nel 1974 il palazzo fu designato "monumento nazionale", ma tre anni dopo, il 22 settembre 1977, fu demolito, probabilmente per impedire che la casa attirasse folle di nostalgici dello zar e di visitatori stranieri.

## La chiesa

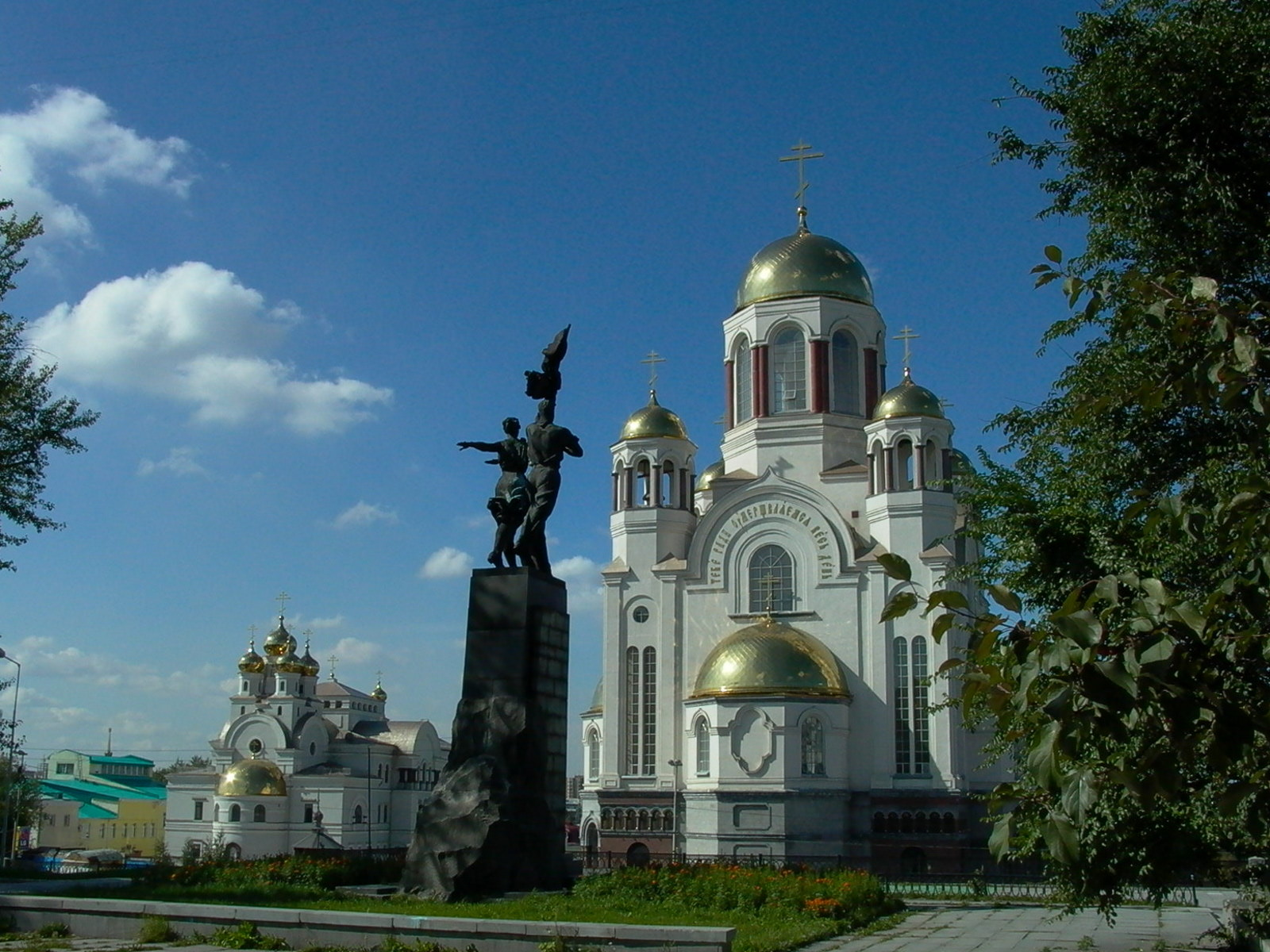
Altra veduta della chiesa

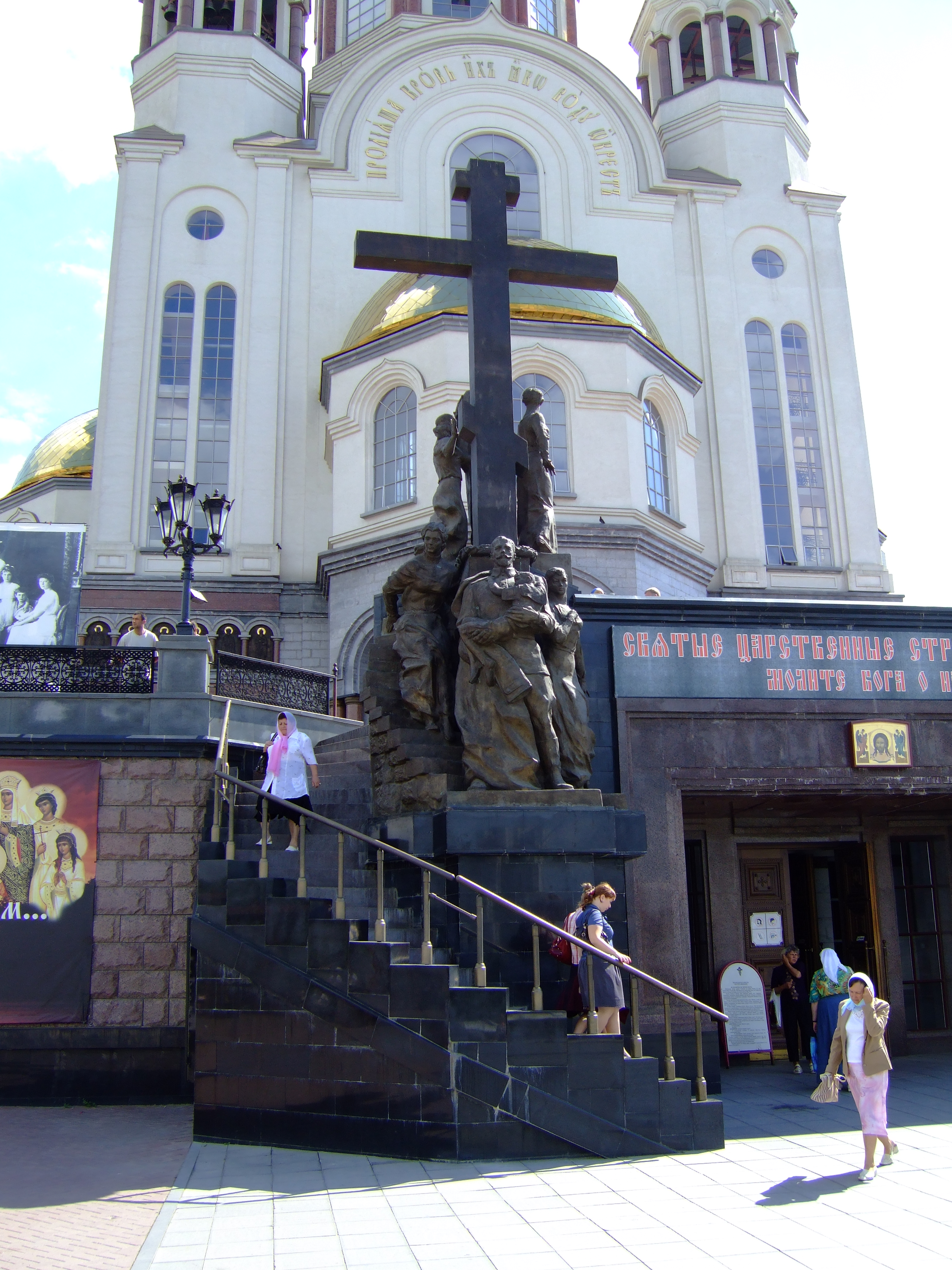
Monumento allo zar Nicola e alla sua famiglia

Il 20 settembre 1990 il Soviet di Sverdlovsk consegnò il progetto alla Chiesa ortodossa russa per la costruzione di una cappella commemorativa e dopo la canonizzazione dell'ultimo zar, la chiesa fornì una serie di linee guida e progetti per un notevole complesso commemorativo: una commissione statale si riunì e furono approvati i progetti architettonici ed economici; i lavori di costruzione iniziarono nel 2000. Il complesso completato contiene due chiese, un campanile, un annesso patriarcale e un museo dedicati alla famiglia imperiale e copre complessivamente 9.052 metri quadrati. La chiesa principale fu consacrata dal vescovo metropolitano Juvenalij e dai principali membri del clero provenienti da ogni parte della Russia il 16 giugno 2003, 85 anni dopo l'esecuzione della famiglia dei Romanov. Nel 2003, il presidente russo Vladimir Putin e il cancelliere tedesco Gerhard Schroeder si sono incontrati a Ekaterinburg e hanno fatto visita alla chiesa.